# Jonas Joannis Kernander
Jonas Joannis Kernander (tidigare Kaliander), död 1662 i Trehörna socken, Östergötlands län, var en svensk präst i Trehörna församling.

## Biografi
Jonas Joannis Kernander var son till kyrkoherden Johannes Svenonis Kaliander och Christina Christiansdotter Månesköld af Seglinge i Åsbo socken. Han blev 1626 student vid Uppsala universitet, Uppsala och prästvigdes 1629. Kernander blev 1633 komminister i Åsbo församling, Åsbo pastorat och 1639 komminister i Appuna församling, Hovs pastorat. Han blev 1652 kyrkoherde i Trehörna församling, Trehörna pastorat. Kernander avled 1662 i Trehörna socken.

### Familj
Kernander gifte sig 1633 med Christina Hansdotter. De fick tillsammans sonen Israel.